# إبهام ثلاثي السلاميات
الإبهام ثلاثي السلاميات (بالإنجليزية: Triphalangeal thumb)‏ هو تشوه خلقي، يحتوي فيه الإبهام على ثلاث سلاميات بدلاً من اثنتين. يمكن لعظمة السلامى الزائدة أن تكون بأحجام مختلفة فيتدرج حجمها من حجم الحصى الصغيرة إلى حجم عظم السلامى العادية للأصابع الأخرى غير الإبهام. نسبة حدوث هذه الحالة غير معروف لكنه يقدر بنسبة حالة واحدة لكل 25,000 مولود حي. هناك ارتباط وراثي في ثلثي المصابين بهذه الحالة. يمكن أن يرافق الإبهام ثلاثي السلامى تشوهات أخرى. أول من وصف هذه الحالة هو كولومبي عام 1559

## الأسباب
يمكن أن تحدث تشوّهات في الأطراف العلويّة من الأسبوع الثالث إلى السابع من عمر الجنين. وفي بعض الحالات يكون المرض وراثياً. في هذه الحالات تحدث طفرة في الكرموسوم 7q36. وإذا كانت الحالة وراثية فغالباً ما يتم توارثها كصفة جسميّة سائدة. وفي حالات فرديّة يكون الإبهام مقابلاً ويظهر على جهة واحدة.

### المتلازمات
يمكن أن يحدث الإبهام ثلاثي السلاميات ضمن متلازمات أو أن يحدث وحده؛ ويمكن أن يكون مصحوباً بتشوهات أو متلازمات أخرى.
هذه المتلازمات تشمل:
المتلازمات تشمل:
- متلازمة هولت-أورام
- متلازمة آس
- فقر دم دياموند-بلاكفان
- متلازمة تاونز-بروكس

التشوّهات تشمل :
- تعدّد الأصابع بنفس اتجاه عظمة الكعبرة
- ارتفاق الأصابع
- اليد المخلبيّة أو القدم المخلبية

## التصنيف
هنالك عدة تصنيفات للإبهام ثلاثي السلاميات والسبب في ذلك هو تفاوت المظهر العام للمرض. التصنيف حسب وود يصف شكل السلامي الزائدة: دلتا (الشكل 4) أو مستطيلة أو ممتلئة. في حين أن التصنيف حسب باك-جرامككو فيعتمد على الإجراء الجراحي العلاجي الذي يتم عبره تصحيح هذا المرض (الجدول 1). تصنيف باك-جرامككو يصنّف شكل السلامى الإضافية إلى 6 أشكال مختلة وما يصحبها من تشوّهات.
الجدول 1: تصنيفا وود وباك-جرامككو
| التصنيف حسب وود (شكل السلامي الزائدة) | الشكل   | التصنيف حسب باك-جرامككو (شكل/حجم السلامي الزائدة والتشوهات المصاحبة لذلك) | الشكل                                         |
| ------------------------------------- | ------- | ------------------------------------------------------------------------- | --------------------------------------------- |
| I                                     | دلتا    | I                                                                         | ثلاثي سلاميات أولي                            |
|                                       |         | II                                                                        | السلامي الوسطية مثلثية الشكل وقصيرة           |
| II                                    | مستطيلة | III                                                                       | السلامى الوسطية رباعية الشكل                  |
|                                       |         | IV                                                                        | السلامي الوسطية طويلة و ثلاثية الشكل          |
| III                                   | ممتلئة  | V                                                                         | نقص تنسج الإبهام ثلاثي السلاميات              |
|                                       |         | VI                                                                        | وجود إبهام ثلاثي السلاميات مع تعدد في الأصابع |

## العلاج
يهدف العلاج الجراحي إلى: انقاص طول الإبهام، تحسين عمل الإبهام، وجعل المفصل مستقراً وغير منحرف عن مكانه الطبيعي. وبالتالي تحسين عمل الإبهام واليد.
عموماً العلاج الجراحي يتم إجرائه لتحسين وظيفة الإبهام. ولكن من المقاصد الأخرى للجراحة تحسين مظهر الإبهام. في الماضي لم يكن يوصى بالعلاج الجراحي للإبهام الثلاثي السلاميات، أمّا الآن فمن المتفق عليه أن الجراحة ستحسن وظيفة ومظهر الإبهام المصاب. ولأن الجراحة لم يكن موصى بها في الماضي، فلا زال هناك بعض المرضى إلى الآن لا زالوا يعانون من الإبهام ثلاثي السلاميات، وأكثرية هؤلاء المرضى لا يرغبون بإجراء الجراحة، ويعود ذلك إلى أنهم يتمكنون من القيام بوظائفهم اليومية بشكلٍ جيد مع وجود الإصابة. العقبة الرئيسية لهؤلاء قد لا تكون مدى قيام الإبهام بوظيفته بل بشكل إبهاماتهم. يختلف توقيت الجراحة بين وود وباك-جرامككو؛ وود ينصح بجراحة ما بين عمر الستة أشهر والسنتين. بينما باك-جرامككو ينصح بإجرائها لكل المصابين قبل سن الست سنوات.